# مهد أرجواني
المَهَد الأرجواني أو النَمنَم الأرجواني (باللاتينية: Schouwia purpurea) هو النوع الرئيسي ضمن جنس المهد من الفصيلة الكرنبية (الصليبية).

## الموئل والانتشار
النبات واطن في كل أنحاء الوطن العربي تقريبًا (في المغرب العربي ووادي النيل وبلاد الشام وشبه الجزيرة العربية والصومال) وإثيوبيا.